# Poeciloderrhis agathina
Poeciloderrhis agathina är en kackerlacksart som först beskrevs av Henri Saussure 1864.  Poeciloderrhis agathina ingår i släktet Poeciloderrhis och familjen jättekackerlackor. Inga underarter finns listade i Catalogue of Life.